# Stu Butterfield
Stu Butterfield (circa 1950) is een Britse drummer in de jazz en geïmproviseerde muziek.

## Biografie
Butterfield begon zijn loopbaan als musicus eind jaren 60. Na een jarenlange afwezigheid uit de muziek, kwam hij in de jaren 90 terug. Hij werkte in Londen o.a. met Marcio Mattos, John Rangecroft, Lol Coxhill en Veryan Weston. Hij speelde in het kwartet van Henry Lowther en Jim Mullen en in de Great Wee Band (met Lowther, Stan Sulzmann, Jim Mullen, Dave Green). Verder werkte hij samen met Chris Biscoe, op wiens albums Gone in the Air (2007), Profiles of Mingus (2009) en Live from Campus West (2011) hij te horen is. In de jazz nam hij in de jaren 1996-2011 deel aan negen opnamesessies. Butterfield is verder medeoprichter van het Strayhorn Project, dat sinds 2003 minder bekende composities van Billy Strayhorn interpreteert en het album Multicoloured Blue uitbracht (met Phil Lee, Steve Kaldestad, Oli Hayhurst).

## Discografie
- Veryan Weston/Stu Butterfield/John Grieve/John Edwards: Unearthed (33 Records, 1998)
- Henry Lowther & Jim Mullen: Fungii Mama (GWB, 2002)